# کارول گیلیگن
کارول گیلیگن (انگلیسی: Carol Gilligan؛ ‏ ‎/ˈɡɪlɪɡən/‎؛ ‏ زادهٔ ۲۸ نوامبر ۱۹۳۶) مؤلف، استاد دانشگاه، فمینیست، اخلاق‌گرا و روان‌شناس اهل ایالات متحده آمریکا است. وی به‌خاطر کارهایش در زمینه جامعه‌شناسی اخلاقی و روابط اخلاقی شناخته می‌شود.
گیلیگان استاد رشته‌های علوم انسانی و روان‌شناسی کاربردی در دانشگاه نیویورک است و تا سال ۲۰۰۹ استاد مهمان در مرکز مطالعات جنسیت و کالج جیزس در دانشگاه کمبریج بود. او برای کتاب خود با عنوان در صدای متفاوت (۱۹۸۲) شناخته شده است که به نقد نظریه مراحل رشد اخلاقی لارنس کلبرگ پرداخت.
در سال ۱۹۹۶، مجله تایم او را در فهرست ۲۵ نفر از افراد تأثیرگذار آمریکا قرار داد. او به‌عنوان بنیان‌گذار اخلاق مراقبت شناخته می‌شود.

## پیشینه و زندگی خانوادگی
کارول گیلیگن در یک خانواده یهودی در شهر نیویورک بزرگ شد. او تنها فرزند یک وکیل به نام ویلیام فریدمن و یک معلم مهد کودک به نام مابل کامینز بود. او در مدرسه مدلینگ هانتر و دانشکدهٔ والدن تحصیل کرد که یک مدرسه خصوصی پیشرفته در آپر وست ساید منهتن بود و پیانو می‌نواخت.
گیلیگان مدرک کارشناسی خود را با درجه عالی از کالج سوارثمور در رشته ادبیات انگلیسی دریافت کرد، سپس مدرک کارشناسی ارشد روان‌شناسی بالینی را از کالج رادکلیف و دکترای روان‌شناسی اجتماعی را از دانشگاه هاروارد گرفت، جایی که پایان‌نامه دکتری خود را با عنوان «پاسخ‌ها به وسوسه: تجزیه و تحلیل انگیزه‌ها» نوشت. پس از ناامیدی از محیط دانشگاهی، گیلیگان تصمیم گرفت که به دنبال شغلی در رقص مدرن برود.
او با جیمز گیلیگن، پزشک متخصص و مدیر مرکز مطالعات خشونت در دانشکده پزشکی هاروارد ازدواج کرده است.
جیمز و کارول سه فرزند به نام‌های جاناتان، تیموتی و کریستوفر دارند. جاناتان گیلیگن استاد علوم زمین و محیط زیست و استاد مهندسی عمران و محیط زیست در دانشگاه وندربیلت است. جاناتان همچنین با مادرش همکاری کرده است تا نمایشنامه داغ ننگ (یک اقتباس فمینیستی از رمان ناتانیل هاثورن) و لیبرتوی اپرای مروارید را بنویسد. تیموتی گیلیگان معاون رئیس آموزش و استاد پزشکی در مؤسسه سرطان تایسیگ کلینیک در کلیولند است. کریستوفر گیلیگان مدیر ارشد پزشکی بیمارستان بریگهام و زنان و مدیر مرکز ستون فقرات بیمارستان بریگهام و زنان است.

## حرفه
کارول گیلیگن کار تدریس خود را به عنوان مدرس در دانشگاه شیکاگو آغاز کرد (جایی که همسرش به عنوان کارآموز پزشکی فعالیت می‌کرد) و از سال ۱۹۶۵ تا ۱۹۶۶ درس «مقدمه‌ای بر علوم اجتماعی مدرن» را تدریس کرد. سپس در سال ۱۹۶۷ به عنوان مدرس در دانشگاه هاروارد مشغول به کار شد و دروس آموزش عمومی را تدریس کرد. پس از آن، در سال ۱۹۷۱ به عنوان استادیار در «دانشکده تحصیلات تکمیلی آموزش هاروارد» مشغول شد و در سال ۱۹۸۸ به عنوان استادتمام در این دانشگاه به مقام رسمی رسید. گیلیگن به مدت دو سال در دانشگاه کمبریج (از ۱۹۹۲ تا ۱۹۹۴) به عنوان استاد تاریخ و نهادهای آمریکایی «پیت پروفسور» و پژوهشگر مهمان در علوم اجتماعی و سیاسی تدریس کرد. در سال ۱۹۹۷، او به عنوان رئیس کرسی مطالعات جنسیتی «پاتریشیا آلبیرگ گراهام» در هاروارد منصوب شد. از سال ۱۹۹۸ تا ۲۰۰۱، او به عنوان استاد مدعو «مایر» و سپس استاد مهمان در مدرسه حقوق دانشگاه نیویورک تدریس کرد.
در نهایت، گیلیگن در سال ۲۰۰۲ هاروارد را ترک کرد و به عنوان استادتمام در دانشکده آموزش و دانشکده حقوق دانشگاه نیویورک پیوست. او همچنین از سال ۲۰۰۳ تا ۲۰۰۹ استاد مهمان در دانشگاه کمبریج در «مرکز مطالعات جنسیتی» بود.
گیلیگن در زمینه روان‌شناسی زنان و رشد دختران تحقیق کرده و همراه با دانشجویانش چندین کتاب تألیف یا ویرایش کرده است. او مقاله‌ای با عنوان «خواهری لذت‌بخش است: یک انقلاب آرام در روان‌شناسی» را در «مجموعه خواهری ابدی است: گلچین زنان برای هزاره جدید» که توسط رابین مورگان در سال ۲۰۰۳ ویرایش شده بود، ارائه کرد. او اولین رمان خود، کیرا، را در سال ۲۰۰۸ منتشر کرد. در سال ۲۰۱۵، گیلیگن برای یک ترم در دانشگاه نیویورک در ابوظبی تدریس کرد.

### روان‌شناسی
کارول گیلیگن به خاطر کارهایش با لارنس کلبرگ در زمینه نظریه مراحل رشد اخلاقی و همچنین انتقاداتش نسبت به رویکرد او در این مراحل شناخته شده است. به عنوان دستیار پژوهشی کولبرگ، گیلیگن استدلال کرد که مراحل رشد اخلاقی او بر اساس دیدگاه مردانه تدوین شده است و این امر، تعمیم آن به زنان را محدود می‌کند.
در مقاله‌ای که گیلیگن در آن در کتابش با صدایی متفاوت مجدداً بدان اشاره کرد چنین نوشت:
من در اواخر دهه ۱۹۶۰ وارد بحث دربارهٔ زنان و اخلاق شدم، دوره‌ای در ایالات متحده که شاهد تلاقی جنبش حقوق مدنی، جنبش ضد جنگ، جنبش توقف آزمایش‌های هسته‌ای جوی، جنبش پایان دادن به فقر، جنبش زنان و جنبش آزادی همجنس‌گرایان بود. من در دانشگاه هاروارد با اریک اریکسون، یک روان‌کاو در سنت فرویدی، و لارنس کولبرگ یک روان‌شناس شناختی-رشدی در سنت ژان پیاژه تدریس می‌کردم. برای همه این مردان—فروید و اریکسون، پیاژه و کولبرگ—زنان در توسعه اخلاقی ناکامل به نظر می‌رسیدند.
گیلیگن نظریه‌ای دربارهٔ مراحل رشد اخلاقی زنان بر اساس مفهوم «صداهای اخلاقی» خود ارائه داد. او معتقد بود که دو نوع صدای اخلاقی وجود دارد: صدای مردانه و صدای زنانه.
- صدای مردانه «منطقی و فردگرایانه» است،[۱۵] به این معنا که در تصمیم‌گیری‌های اخلاقی، تأکید بر حفاظت از حقوق افراد و رعایت عدالت است.
- صدای زنانه بر حفظ روابط بین فردی و مراقبت از دیگران تأکید دارد. این صدا بر «دیدگاه مراقبتی» تمرکز دارد،[۱۶] به این معنا که برای اتخاذ تصمیم اخلاقی، نیازهای افراد در نظر گرفته می‌شود.[۱۷]

از نظر گیلیگن، مراحل رشد اخلاقی کولبرگ تأکید زیادی بر صدای مردانه (رویکرد مردانه) داشت، که این امر سنجش دقیق رشد اخلاقی زنان را دشوار می‌کرد، زیرا در این مدل، عدم تطابق بین این دو نوع دیدگاه و رویکرد وجود داشت. گیلیگن استدلال کرد که آندروجنی (ترکیب ویژگی‌های مردانه و زنانه) بهترین راه برای دستیابی به توانایی‌های بالقوه انسانی است. نظریه گیلیگن دربارهٔ مراحل رشد اخلاقی زنان در محیط‌های کسب‌وکار نیز مورد استفاده قرار گرفته است، به عنوان توضیحی برای تفاوت‌های میان مردان و زنان در برخورد با مسائل اخلاقی در محیط کار. گیلیگن مراحل رشد اخلاقی خود را بر این ایده استوار کرد که زنان تصمیمات اخلاقی و معنوی خود را بر اساس تأثیر آن‌ها بر دیگران می‌گیرند. او مدل سه‌مرحله‌ای کولبرگ را (پیش‌قراردادی، قراردادی، و پس‌قراردادی) پذیرفت، اما آن را بر اساس پژوهش‌های خود با زنان به‌جای مردان تنظیم کرد—که یک پیشرفت عمده در نظریه روان‌شناسی محسوب می‌شود. علاوه بر این، او دو مرحله انتقالی را نیز بین این سه مرحله تعریف کرد.
مرحله اول، اخلاق پیش‌قراردادی است. این مرحله حول محور منافع شخصی و بقا می‌چرخد. هنگامی که تعارضی بین نیازهای فرد و نیازهای دیگران ایجاد می‌شود، یک زن ابتدا نیازهای خود را انتخاب می‌کند. گذار اول بیان می‌کند که در این مرحله انتقالی، زن به مسئولیت خود در قبال دیگران پی می‌برد و متوجه می‌شود که ممکن است قبلاً خودخواهانه فکر کرده باشد.
مرحله دوم، اخلاق قراردادی است. این مرحله بر ازخودگذشتگی و اولویت‌بخشی به مراقبت از دیگران متمرکز است. در این مرحله، یک زن به نیازهای دیگران توجه کرده و آن‌ها را بر نیازهای خود ترجیح می‌دهد، که منجر به ایثار و فداکاری می‌شود. پس از این مرحله، گذار دوم رخ می‌دهد. در این مرحله انتقالی، زن متوجه می‌شود که نیازهای او به همان اندازه نیازهای دیگران مهم هستند. او درمی‌یابد که باید بین نیازهای خود و دیگران تعادل برقرار کند. این یک تغییر از «نیکی» به «حقیقت» است، زیرا او نیازهای هر دو طرف را به‌طور صادقانه ارزیابی می‌کند، نه فقط از روی احساس وظیفه.
در نهایت، مرحله سوم، اخلاق پس‌قراردادی است. در این مرحله، زنان به این موضوع توجه دارند که اعمالشان چه تأثیری بر دیگران دارد و مسئولیت این پیامدها—چه خوب و چه بد—را می‌پذیرند. زنان همچنین کنترل زندگی خود را به دست می‌گیرند و در عین حال، توجه عمیقی به دیگران نشان می‌دهند. در این مرحله، زن درمی‌یابد که نیازهای خودش به اندازه نیازهای دیگران مهم است، و این امر به اخلاق جهانی مراقبت و دلسوزی منجر می‌شود.
کتاب با صدایی متفاوت از کارول گیلیگن، انتقادات او نسبت به کولبرگ و مراحل رشد اخلاقی زنان را با جزئیات بیشتری مورد بررسی قرار داده است. این کتاب یکی از مهم‌ترین دستاوردهایی بود که گیلیگن را در صف مقدم جنبش فمینیستی قرار داد.